# Сеймур, Эдуард, 11-й герцог Сомерсет
Эдуард Сеймур (англ. Edward St Maur; 24 февраля 1775, Монктон-Фарли, Уилтшир, Великобритания — 15 августа 1855, Лондон, Великобритания) — британский аристократ, 11-й герцог Сомерсет, 11-й барон Сеймур и 9-й баронет Сеймур из Берри-Померой с 1793 года (до этого носил титул учтивости лорд Сеймур), кавалер ордена Подвязки. Математик, президент Линнеевского общества и Королевского института.

## Биография

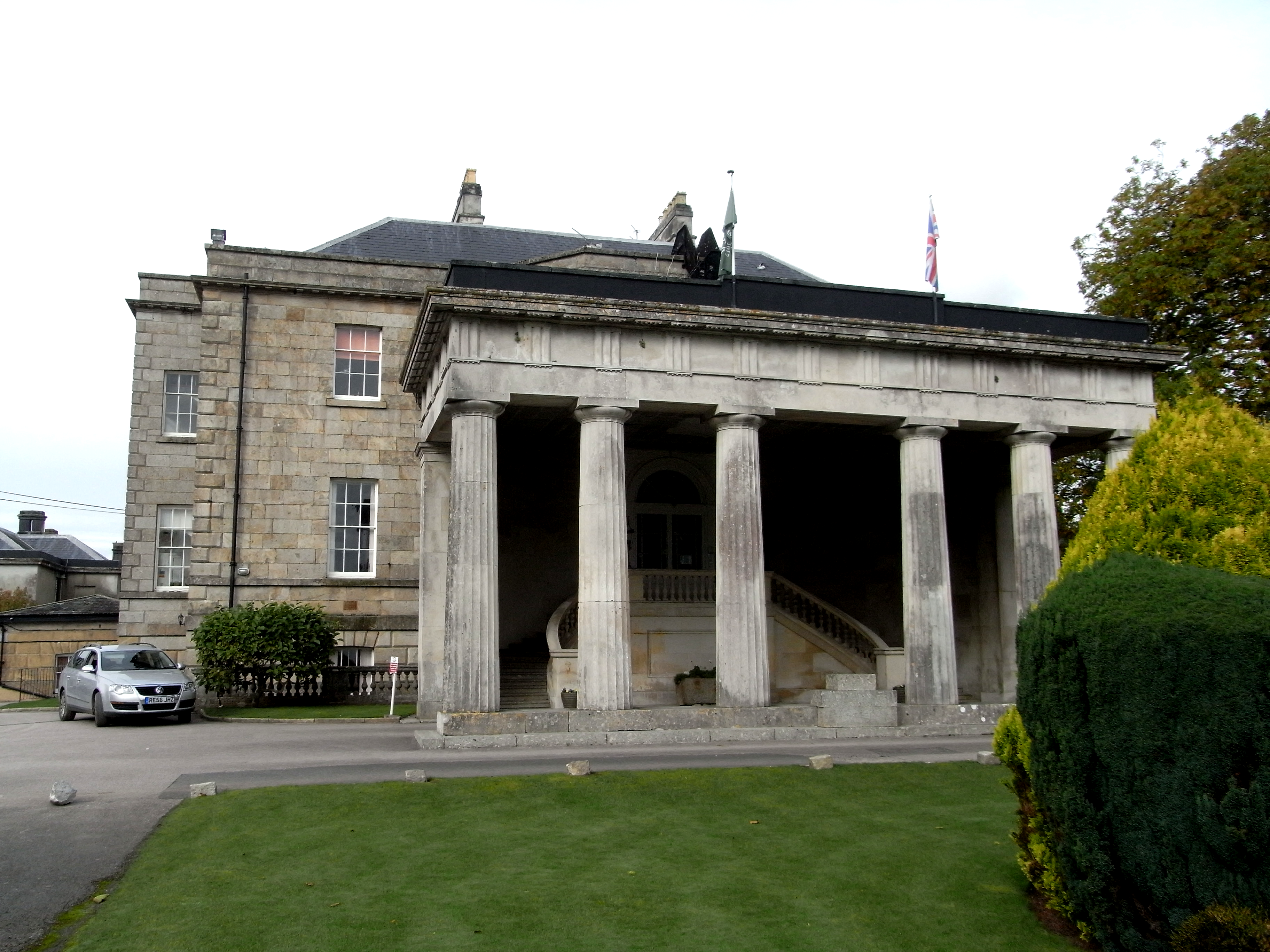
Стовер-хаус, в 1829 году приобретенный 11-м герцогом Сомерсетом

Эдуард Сеймур родился 24 февраля 1775 года в поместье Монктон-Фарли (Уилтшир) и стал старшим из выживших сыновей Уэбба Сеймура, 10-го герцога Сомерсета, и его жены Анны Марии или Марии Анны Боннелл. Его крестили 4 апреля того же года под именем Эдуард Адольф. Он получил образование в Итонском колледже (Беркшир) и Крайст-черче (Оксфордский университет).
После смерти отца 15 декабря 1793 года Эдуард унаследовал родовые титулы и владения, став 11-м герцогом Сомерсетом и членом Палаты лордов. В 1795 году в компании преподобного Джона Генри Мичелла он предпринял путешествие по Англии, Уэльсу и Шотландии, которое описал в дневнике, опубликованном в 1845 году. Герцог был одарённым математиком, он занимал посты президента Лондонского Линнеевского общества (1834—1837) и президента Королевского института (1826—1842), состоял в Лондонском королевском обществе. В 1837 году он стал кавалером ордена Подвязки. Сеймур был избран 29 февраля 1820 года первым президентом Лондонского астрономического общества (позже Королевского астрономического общества), но уже через несколько дней Джозеф Бэнкс убедил его уйти в отставку, раскритиковав саму идею специального общества астрономов.
В 1808 году Сеймур купил лондонский таунхаус на Парк-лейн, который назвал Сомерсет-хаус и сделал главной своей резиденцией. В 1829 году он купил у Джорджа Темплера девонширское поместье Стовер в приходе Тейнграс, рядом с Ньютон-Эббот, и переехал туда. В Стовер-хаусе герцог хранил ценную коллекцию произведений искусства, полученную в качестве приданого жены и включавшую полотна Рубенса, Лоуренса, Джошуа Рейнольдса. Он построил в Стовер-хаусе большую въездную арку с дорическими колоннами.
Герцог умер в Сомерсет-хаусе в августе 1855 года в возрасте 80 лет и был похоронен на кладбище Кенсал-Грин.

## Семья
Герцог Сомерсет был дважды женат. 24 июня 1800 года он женился на леди Шарлотте Дуглас-Гамильтон, дочери Арчибальда Гамильтона, 9-го герцога Гамильтона, которая родила семерых детей, носивших впоследствии фамилию Сент-Мор. Это были:
- Эдуард, 12-й герцог Сомерсет (20 декабря 1804 — 28 декабря 1885)[11][12];
- Арчибальд, 13-й герцог Сомерсет (30 декабря 1810 — 12 января 1891)[11][13];
- Элджернон, 14-й герцог Сомерсет (22 декабря 1813 — 2 октября 1894)[11][14];
- Шарлотта Джейн (1803 — 7 октября 1889), жена Уильяма Блаунта из Орлтона, Херефордшир[11][15];
- Джейн Вильгельмина[11];
- Энн Мэри Джейн (умерла 23 сентября 1873), жена Уильяма Толлемаша[11][16];
- Генриетта[11].

После смерти первой жены (1827) герцог женился 28 июля 1836 года на Маргарет Шоу-Стюарт, дочери сэра Майкла Шоу-Стюарта, 5-го баронета из Блэкхолла, Ренфрушир, и его жены Кэтрин Максвелл. Брак был бездетным. Герцогиня Маргарет умерла 18 июля 1880 года и была похоронена рядом с мужем.